# Timothy Findley
Timothy Irving Frederick Findley, OC, O.Ont (* 30. Oktober 1930 in Toronto, Ontario; † 20. Juni 2002 in Brignoles, Frankreich) war ein kanadischer Schriftsteller.

## Leben und Werk
Zu seinem Werk zählen Romane, Erzählungen und Theaterstücke, deren wiederkehrende Themen vor allem Wahnsinn, Einsamkeit, Gewalt und Machtmissbrauch sind. Neben den bedeutendsten Literaturpreisen seines Heimatlandes Kanada erhielt er mehrere Ehrendoktortitel und wurde 1996 in seiner Wahlheimat Frankreich zum Chevalier de l'Ordre des Arts et des Lettres ernannt.
Findley war kurzzeitig mit der Schauspielerin Janet Reid verheiratet, doch wurde die Ehe schon sehr bald nach der Hochzeit annulliert, wobei der Grund in Findleys Homosexualität begründet sein dürfte. Kurz nach der Annullierung zog Findley mit dem ebenfalls kanadischen Schriftsteller William Whitehead zusammen, mit dem er 35 Jahre bis zu seinem Tode lebte.
Findley widmete sich zunächst der Schauspielerei und traf dabei 1953 auf den britischen Schauspieler Alec Guinness, der ihn überzeugte Schauspielerei zu studieren, worauf hin er an die Londoner Central School of Speech and Drama ging und dort u. a. die Schauspielerin Ruth Gordon sowie den Schriftsteller und Bühnenautor Thornton Wilder kennenlernte. Diese beiden wiederum bestärkten ihn, seine schriftstellerischen Fähigkeiten zu vervollkommnen. Ab Anfang der sechziger Jahre widmete er sich beruflich nur noch der Schriftstellerei. Seine beiden ersten Romane wurden, da sie von kanadischen Verlagen abgelehnt wurden, in Großbritannien veröffentlicht; sein dritter Roman „The Wars“ machte ihn allerdings 1977 über Nacht berühmt. Nachdem er dafür den kanadischen „Governor General's Award for Fiction“ erhalten hatte, wurde der Roman 1981 Grundlage einer Literaturverfilmung.

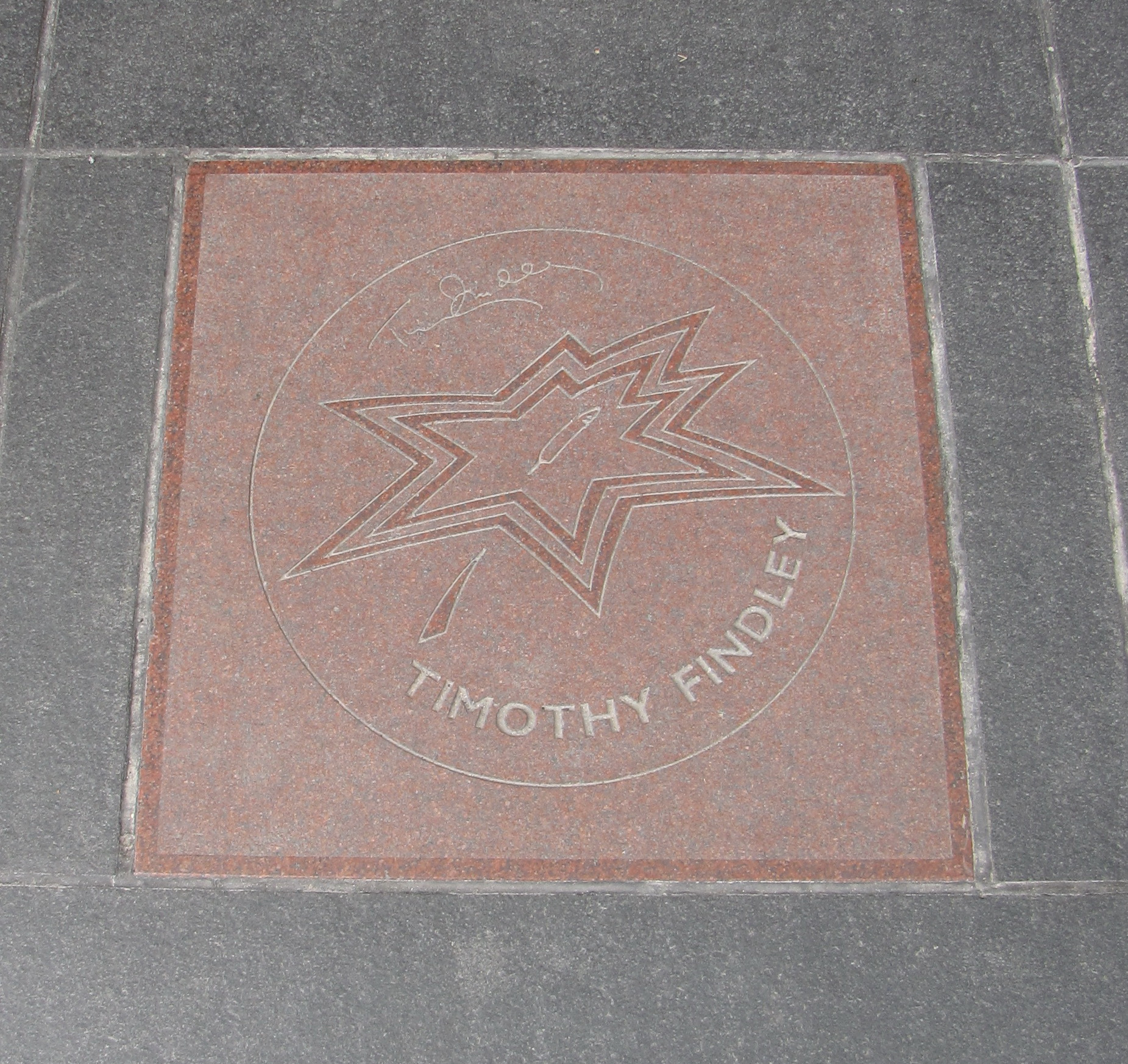
Timothy Findleys Stern auf dem Canada's Walk of Fame

## Ausgewählte Werke
- The Last of the Crazy People. 1967
- The Butterfly Plague. 1969
- The Wars. 1977
  - Übers. Annemarie Böll: Der Krieg und die Kröte. Piper, München 1978; auch in Blindenschrift in 3 Teilen bei Deutsche Nationalbibliothek 2007
- Famous Last Words. 1981
  - Übers. Sabine Roth: Mauberleys Ende. Claassen, München 2001, ISBN 3-546-00206-7.
- Dinner Along the Amazon. 1984
- Not Wanted on the Voyage. 1986
  - Übers. Eleanor Pawlik: Die letzte Flut. List, München 2004
- The Telling of Lies. 1986
  - Übers. Andrea C. Busch, Almuth Heuner: Liegt ein toter Mann am Strand. Kriminalroman. Ullstein, 1997
  - Dies. Übers.: Im Herzen der Lüge. Ullstein, Berlin 2000
- Stones. 1988
- Inside Memory. 1990
- Headhunter. 1993
  - Übers. Cordula Kolarik: Das dunkle Herz List, 2000
- The Piano Man's Daughter. 1995
  - Übers. Sabine Roth: Die Tochter des Klavierspielers. Claassen, 1998
- You Went Away. 1996
- Dust to Dust. 1997
- From Stone Orchard. 1998
- Pilgrim. 1999
  - Übers. Sabine Roth, Walther Ahlers: Der Gesandte. Claassen, 2000
- Spadework. 2001

## Ehrungen
- Governor General’s Award for Fiction 1977
- Toronto Book Awards 1978 für The Wars, 1994 für Headhunter
- Officer of the Order of Canada 1985
- Trillium Book Award 1989 für Stones
- Edgar Allan Poe Award (Best Paperback Original) der Mystery Writers of America 1989
- Dreimal „Canadian Authors Association“ CAA Award: Sparte Fiction, für Not Wanted on the Voyage 1987; Sparte Non-fiction für Inside memory: Pages from a writer's workbook 1991; Sparte Drama für The Stillborn Lover 1993[1]
- Chevalier de l'Ordre des Arts et des Lettres, Frankreich 1996
- verschiedene Ehrendoktortitel

## Zitat
Memory is the purgative by which we rid ourselves of the present.

## Notizen
1. ↑  CAA in der Canadian Encyclopedia

| Personendaten    | Personendaten                                          |
| ---------------- | ------------------------------------------------------ |
| NAME             | Findley, Timothy                                       |
| ALTERNATIVNAMEN  | Findley, Timothy Irving Frederick (vollständiger Name) |
| KURZBESCHREIBUNG | kanadischer Schriftsteller                             |
| GEBURTSDATUM     | 30. Oktober 1930                                       |
| GEBURTSORT       | Toronto                                                |
| STERBEDATUM      | 20. Juni 2002                                          |
| STERBEORT        | Brignoles                                              |